# Варайта
Варàйта (на италиански: Varaita, на пиемонтски Vàita или Vrèita, на окситански Varacho) е воден поток в Провинция Кунео, Северна Италия, както и първият десен приток на река По.

## Маршрут
Потокът се ражда близо до Кастелделфино от сливането на два изворни клона: Варайта ди Белино, който събира водите на едноименната долина, и Варайта ди Кианале, който води началото си от склоновете на Монвизо и е преграден в община Понтекианале, образувайки езерото Понтекианале.
След това пресича едноименната долина (на итал. Valle Varaita) и къпе различни центрове като Фрасино, Сампейре, Бросаско и Костильоле Салуцо.
Веднъж в равнината, минава през провинцията на Савиляно и се влива в река По близо до Казалграсо на надморска височина от 241 m.

## Основни притоци
Варайта няма притоци от особено значение, тъй като след сливането на двата му основни изворни клона в Кастелделфино, долината му е доста линейна и не е много разклонена. Дори в собствения си участък от равнината потокът не развива много разклонена хидрографска мрежа, тъй като речното течение минава на сравнително кратко разстояние от тези на река По (вляво) и на потока Майра (вдясно).
- Хидрографско ляво:
  - Рио Валанта
  - Рио Гилба
- Хидрографско дясно:
  - Поток Меле
  - Рио ди Валмала
  - Рио ди Росана

## Режим
Варайта има пороен режим с много нисък дебит през лятото и наводнения през есента и пролетта. Той има обемен разход при вливане в река По от около 13 m³/s.